# Carlos Díaz Dufoo
Carlos Díaz Dufoo (Veracruz, Veracruz, 4 de diciembre de 1861 - Ciudad de México, 5 de septiembre de 1941) fue un periodista, dramaturgo, ensayista, economista y académico mexicano.

## Semblanza biográfica
Vivió durante su juventud en Europa. En España, escribió para las publicaciones El Globo y Madrid Cómico.  Regresó a México en 1884, colaboró para los periódicos La Prensa y El Nacional.
En su estado natal dirigió las publicaciones El Ferrocarril Veracruzano y La Bandera. Se trasladó a la Ciudad de México para colaborar en El Siglo XIX y El Universal. En 1894, junto con Manuel Gutiérrez Nájera, fundó la Revista Azul, y más tarde con Rafael Reyes Spíndola, fundó El Imparcial.  Además de dirigir ambas publicaciones, fue director de El Mundo y codirector junto con Manuel Zapata Vera del El Economista Mexicano. Colaboró para la Revista de Revistas y fue uno de los primeros editores de Excélsior. Utilizó los seudónimos de Cualquiera y Pastiche. De los redactores de El Imparcial tanto Díaz Dufoo como Reyes Spíndola, los escritores Juan A. Mateos y Francisco Bulnes, el caricaturista José María Villasana y el periodista Fausto Moguel, fueron diputados de la federación en 1897.
Su estilo literario fue modernista. Escribió obras de teatro, ensayos, cuentos y dos biografías: de Ignacio Torres Adalid y José Yves Limantour. Fue nombrado miembro de número de la Academia Mexicana de la Lengua, tomó posesión de la silla VIII el 15 de mayo de 1935. Murió en la Ciudad de México el 5 de septiembre de 1941.

## Obras publicadas

### Teatro
- Sombras de Mariposas, 1937
- Padre mercader, 1929
- Entre vecinos
- De gracia
- La fuente del Quijote
- La jefa

### Ensayos sobre economía
- México y los capitales extranjeros
- Una victoria financiera
- La cuestión del petróleo

### Cuento
- Cuentos nerviosos 1901